# Isabel Howard
Isabel Bolena, nacida Isabel Howard (hacia 1480-3 de abril de 1538), fue una noble inglesa famosa por ser la madre de Ana Bolena y la abuela de Isabel I de Inglaterra. Hija mayor de Thomas Howard, duque de Norfolk, y su primera esposa Elizabeth Tilney, condesa de Surrey, contrajo matrimonio con Tomás Bolena, I conde de Wiltshire, a finales del siglo XV, convirtiéndose en vizcondesa de Rochford en 1525 cuando su esposo escaló puestos en la nobleza inglesa, siendo condesa de Ormond en 1527 y condesa de Wiltshire en 1529.

## Biografía

### Familia y primeros años
Isabel nació hacia 1480 en la rica e influyente familia Howard, siendo la mayor de las dos hijas de Thomas Howard, II duque de Norfolk, y su primera esposa Elizabeth Tilney. Su abuelo paterno, John Howard, fue creado duque de Norfolk en 1483 tras la muerte de John de Mowbray, IV duque de Norfolk, quien no dejó herederos varones legítimos.
Su familia se las arregló para sobrevivir a la caída de su líder el rey Ricardo III de Inglaterra, muerto en la batalla de Bosworth en 1485 y reemplazado por Enrique VII, teniendo Isabel alrededor de cinco años y convirtiéndose a una edad temprana en miembro de la corte real.

### Matrimonio y vida en la corte
Durante su estancia en la corte, Isabel contrajo matrimonio con el joven y ambicioso cortesano Tomás Bolena, I conde de Wiltshire, en algún momento anterior a 1500, probablemente en 1498. De acuerdo con Bolena, su esposa estuvo encinta en múltiples ocasiones en los siguientes años, si bien solo tres de sus hijos llegaron a edad adulta:
- María Bolena (hacia 1499-19 de julio de 1543), amante de Enrique VIII de Inglaterra.

- Ana Bolena (hacia 1500 o 1501-19 de mayo de 1536), reina consorte de Inglaterra.

- Jorge Bolena (hacia 1503-17 de mayo de 1536), vizconde de Rochford.

Durante este periodo, Isabel sirvió como dama de compañía en la corte real, primero de Isabel de York y después de Catalina de Aragón. Con base en rumores posteriores, Isabel Bolena debió haber sido una mujer físicamente atractiva. De hecho, varios rumores, los cuales circularon cuando el rey Enrique ya estaba sentimentalmente involucrado con Ana Bolena, afirmaban que Isabel había sido amante del monarca, llegando a sugerirse que Ana era en realidad hija de Enrique. No obstante, pese a los intentos de uno o dos historiadores por revivir este mito, el hecho fue negado por el propio monarca, no siendo mencionado en la dispensa solicitada por Enrique con el fin de hacer legítima su unión con Ana. Gran parte de los historiadores consideran que probablemente el rumor surgió debido a la identificación errónea de Isabel Bolena con la amante del rey Isabel Blount, o bien debido a la creciente impopularidad de la familia Bolena después de 1527.

### Subida al poder y caída

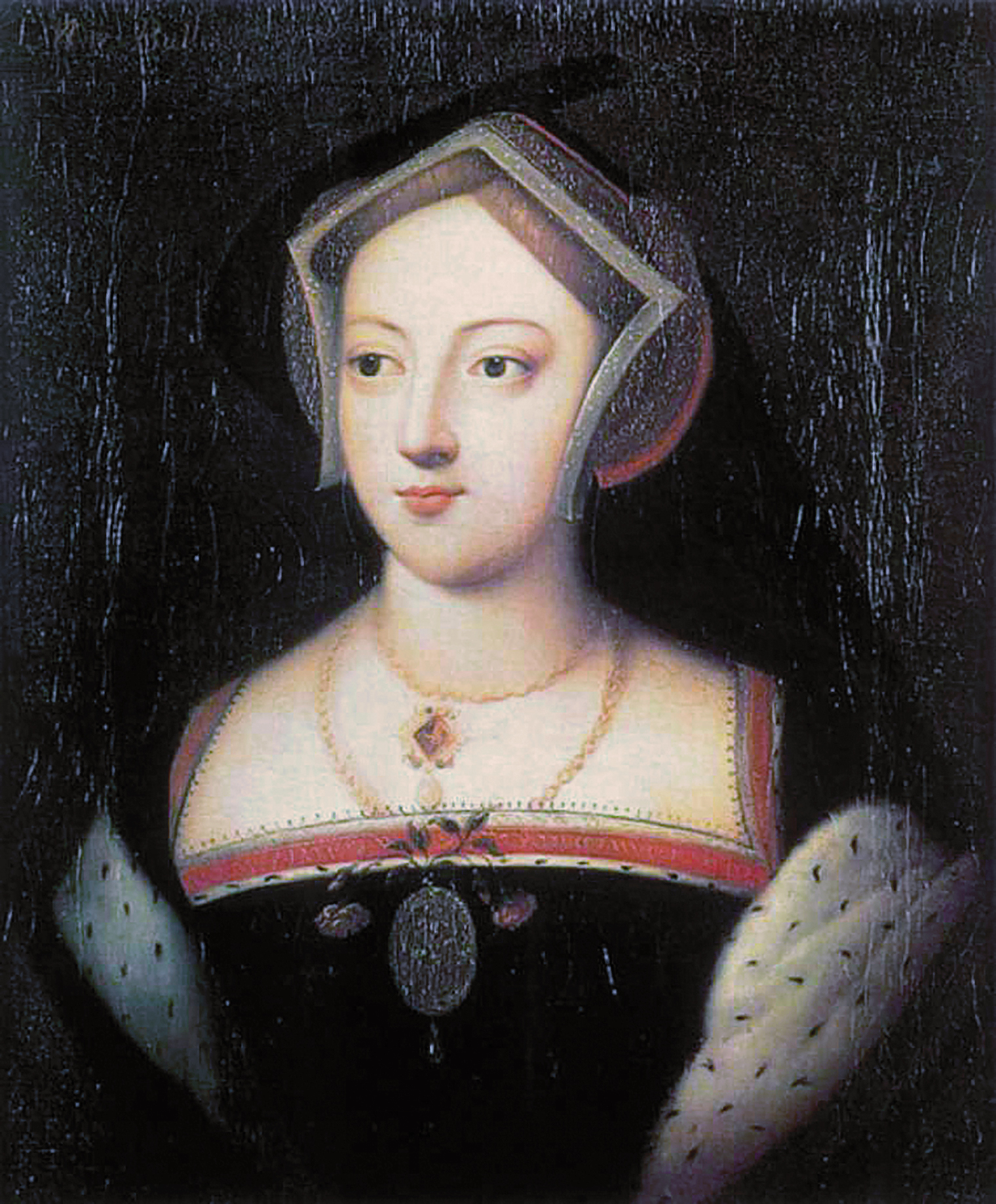
Supuesto retrato de María Bolena

En 1519, las hijas de Isabel, Ana y María, se hallaban viviendo en la corte francesa al servicio de la reina Claudia como damas de compañía. De acuerdo con el nuncio papal en Francia quince años después, el rey Francisco I se había referido despectivamente a María como «mi yegua inglesa», hablando de ella posteriormente en términos ofensivos al describirla como «una gran puta, la más infame de todas». En palabras de la historiadora Marie-Louise Bruce, tanto Tomás como Isabel «desarrollaron sentimientos de disgusto» hacia su hija María, provocando sus aventuras amorosas en años posteriores más tensión en su relación. Alrededor de 1520, la familia Bolena arregló el matrimonio de María con Sir William Carey, un respetado y popular miembro de la corte. En algún momento posterior al enlace, María se convirtió en amante de Enrique VIII (la fecha exacta de cuando empezó y finalizó el idilio se desconoce), si bien nunca ostentó el título de amante oficial debido a que el mismo no existía en Inglaterra. Durante mucho tiempo se rumoreó que uno o los dos hijos de María fueron engendrados por Enrique en vez de por Carey. No obstante, algunos historiadores, como Alison Weir, cuestionan que Henry Carey, I barón Hunsdon, fuese hijo de Enrique. Pocas de las amantes del rey fueron honradas públicamente, a excepción de Isabel Blount, quien fue mencionada en el parlamento y cuyo hijo, Henry Fitzroy, fue creado duque de Richmond y Somerset en una gran ceremonia pública en 1525. Al contrario que Blount, la relación de Enrique con María fue tan discreta que en diez años algunos testigos se preguntaron si alguna vez había existido algo entre ellos.

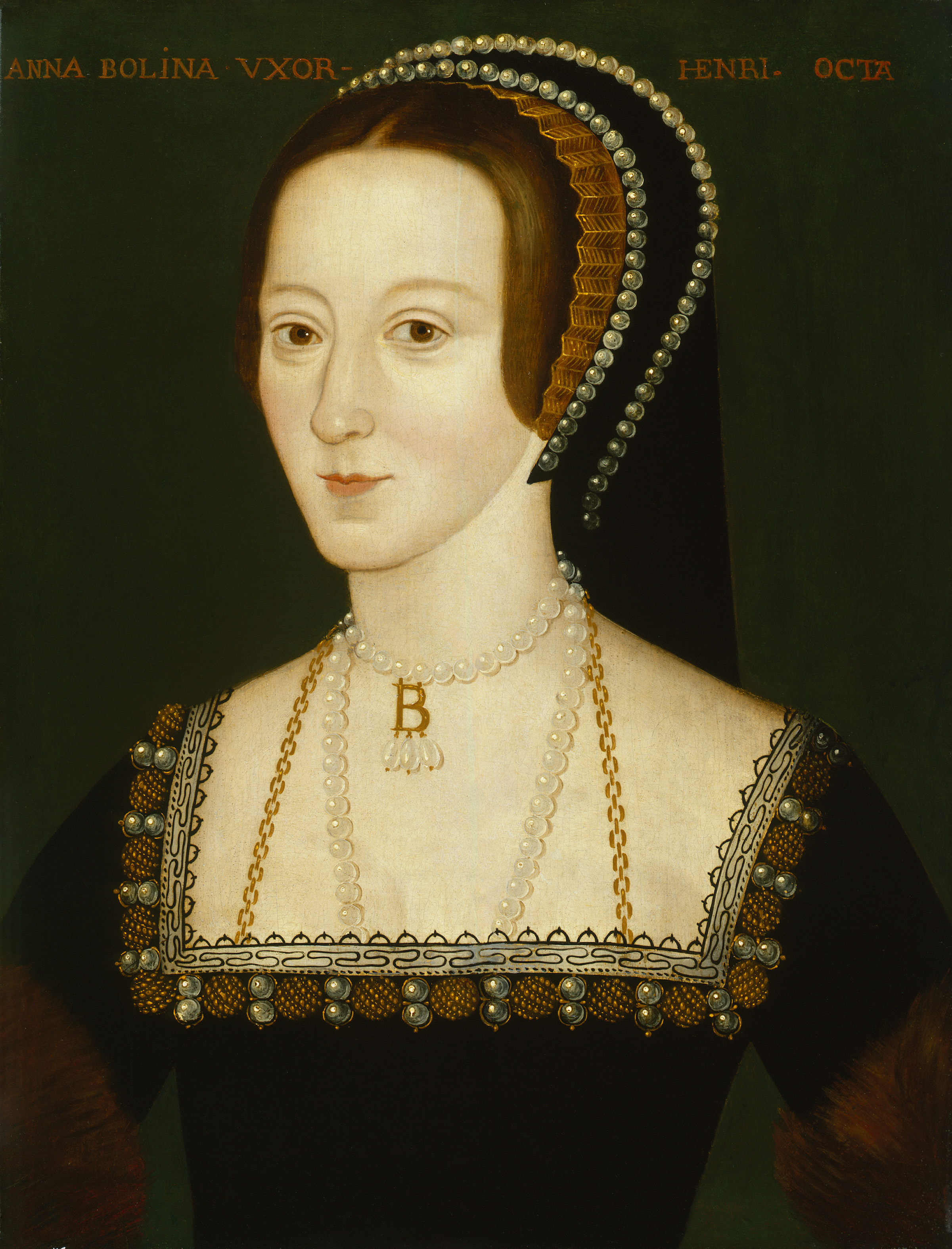
Retrato de Ana Bolena

En contraste con María, se cree que la otra hija de Isabel, Ana, tuvo una relación más cercana con su madre. Isabel estuvo al cargo de la educación de sus hijos durante sus primeros años de vida, enseñando a Ana a tocar varios instrumentos musicales, a cantar y a bailar así como bordado, poesía, etiqueta, aritmética, lectura, escritura y francés básico. En 1525, Enrique VIII se enamoró de Ana, convirtiéndose Isabel en la carabina de su hija, a quien acompañó a la corte desde entonces para tratar de evitar un encuentro sexual entre ella y el rey. Así mismo, Isabel viajó con su hija menor para contemplar el Palacio de Whitehall tras la caída del gran enemigo político de la familia Bolena, el cardenal Thomas Wolsey (intriga que proporcionó a Ana su primer triunfo político), siendo coronada cuatro años después.
Isabel permaneció en la corte de su hija todo el tiempo que esta fue reina consorte, sosteniendo la tradición que la hija de Ana, Isabel I de Inglaterra, fue llamada así en honor a su abuela materna, aunque lo más probable es que recibiese dicho nombre en honor a la madre de Enrique, Isabel de York, si bien no puede descartarse que la hija de Ana fuese llamada así en honor a ambas mujeres. Isabel Bolena se puso del lado de los demás miembros de la familia cuando su hija María fue expulsada de la corte por fugarse con un plebeyo, William Stafford. María había esperado inicialmente el apoyo de su hermana, quien había fungido como su única confidente en la familia Bolena desde 1529, si bien Ana se sintió furiosa por el grave ataque que ello suponía al protocolo y la etiqueta, negándose a recibir a su hermana.
Un año después, la familia se vio sumida en un gran escándalo. La hija menor de Isabel, Ana, y su único hijo, Jorge, fueron ejecutados bajo cargos de traición, adulterio e incesto. Los dos biógrafos más importantes de Ana, Eric Ives y Retha Warnicke, han llegado a la conclusión de que dichos cargos fueron elaborados, coincidiendo ambos en que el rey deseaba desposarse con Juana Seymour. Pese a ello, los eventos no resultan claros y los historiadores se encuentran divididos acerca de si la caída de Ana se vio motivada por el odio que Enrique sentía hacia ella o por sus ambiciones políticas. A pesar de las afirmaciones de varias novelas recientes, los historiadores académicos se muestran de acuerdo en que Ana era inocente y fue fiel a su esposo. Los jueces, obedeciendo al rey, condenaron a muerte a Ana, Jorge y otros cuatro acusados, no prestando ningún tipo de ayuda ni el esposo de Isabel ni su hermano Thomas Howard, III duque de Norfolk. Los hombres fueron decapitados el 17 de mayo de 1536 y Ana ejecutada por un verdugo francés dos días después.

### Muerte
Tras la caída en desgracia y la destrucción de las ambiciones políticas de su familia, Isabel se retiró al campo, donde murió dos años después de la ejecución de sus hijos, muriendo su esposo al año siguiente. Isabel fue enterrada en la capilla de la familia Howard en St Mary-at-Lambeth. La iglesia, decomisada en 1972, es actualmente el Garden Museum, único museo de arte, historia y diseño de jardines del Reino Unido.

## Relación con Juana Seymour y la familia Bolena
|                    |                    |                    |                    |                    |                    |                  |                  |                  |                  |               |               |               |               | Elizabeth Cheney |          |              |              |              |              |              |              |            |            |                   |                   |                   |                   |                   |                   |  |  |  |  |  |  |  |  |  |  |  |  |  |  |  |  |
|                    |                    |                    |                    |                    |                    |                  |                  |                  |                  |               |               |               |               |                  |          |              |              |              |              |              |              |            |            |                   |                   |                   |                   |                   |                   |  |  |  |  |  |  |  |  |  |  |  |  |  |  |  |  |
|                    |                    |                    |                    |                    |                    |                  |                  |                  |                  |               |               |               |               |                  |          |              |              |              |              |              |              |            |            |                   |                   |                   |                   |                   |                   |  |  |  |  |  |  |  |  |  |  |  |  |  |  |  |  |
|                    |                    |                    |                    | Elizabeth Tilney   | Elizabeth Tilney   | Elizabeth Tilney | Elizabeth Tilney | Elizabeth Tilney | Elizabeth Tilney |               |               |               |               |                  |          |              |              |              |              |              |              |            |            | Anne Say          | Anne Say          | Anne Say          | Anne Say          | Anne Say          | Anne Say          |  |  |  |  |  |  |  |  |  |  |  |  |  |  |  |  |
|                    |                    |                    |                    | Elizabeth Tilney   | Elizabeth Tilney   | Elizabeth Tilney | Elizabeth Tilney | Elizabeth Tilney | Elizabeth Tilney |               |               |               |               |                  |          |              |              |              |              |              |              |            |            | Anne Say          | Anne Say          | Anne Say          | Anne Say          | Anne Say          | Anne Say          |  |  |  |  |  |  |  |  |  |  |  |  |  |  |  |  |
|                    |                    |                    |                    |                    |                    |                  |                  |                  |                  |               |               |               |               |                  |          |              |              |              |              |              |              |            |            |                   |                   |                   |                   |                   |                   |  |  |  |  |  |  |  |  |  |  |  |  |  |  |  |  |
| Lord Edmund Howard | Lord Edmund Howard | Lord Edmund Howard | Lord Edmund Howard | Lord Edmund Howard | Lord Edmund Howard |                  |                  | Isabel Howard    | Isabel Howard    | Isabel Howard | Isabel Howard | Isabel Howard | Isabel Howard |                  |          |              |              |              |              |              |              |            |            | Margery Wentworth | Margery Wentworth | Margery Wentworth | Margery Wentworth | Margery Wentworth | Margery Wentworth |  |  |  |  |  |  |  |  |  |  |  |  |  |  |  |  |
| Lord Edmund Howard | Lord Edmund Howard | Lord Edmund Howard | Lord Edmund Howard | Lord Edmund Howard | Lord Edmund Howard |                  |                  | Isabel Howard    | Isabel Howard    | Isabel Howard | Isabel Howard | Isabel Howard | Isabel Howard |                  |          |              |              |              |              |              |              |            |            | Margery Wentworth | Margery Wentworth | Margery Wentworth | Margery Wentworth | Margery Wentworth | Margery Wentworth |  |  |  |  |  |  |  |  |  |  |  |  |  |  |  |  |
| Catalina Howard    | Catalina Howard    | Catalina Howard    | Catalina Howard    | Catalina Howard    | Catalina Howard    |                  |                  | Ana Bolena       | Ana Bolena       | Ana Bolena    | Ana Bolena    | Ana Bolena    | Ana Bolena    |                  |          | Enrique VIII | Enrique VIII | Enrique VIII | Enrique VIII | Enrique VIII | Enrique VIII |            |            | Juana Seymour     | Juana Seymour     | Juana Seymour     | Juana Seymour     | Juana Seymour     | Juana Seymour     |  |  |  |  |  |  |  |  |  |  |  |  |  |  |  |  |
| Catalina Howard    | Catalina Howard    | Catalina Howard    | Catalina Howard    | Catalina Howard    | Catalina Howard    |                  |                  | Ana Bolena       | Ana Bolena       | Ana Bolena    | Ana Bolena    | Ana Bolena    | Ana Bolena    |                  |          | Enrique VIII | Enrique VIII | Enrique VIII | Enrique VIII | Enrique VIII | Enrique VIII |            |            | Juana Seymour     | Juana Seymour     | Juana Seymour     | Juana Seymour     | Juana Seymour     | Juana Seymour     |  |  |  |  |  |  |  |  |  |  |  |  |  |  |  |  |
|                    |                    |                    |                    |                    |                    |                  |                  |                  |                  |               |               |               |               |                  |          |              |              |              |              |              |              |            |            |                   |                   |                   |                   |                   |                   |  |  |  |  |  |  |  |  |  |  |  |  |  |  |  |  |
|                    |                    |                    |                    |                    |                    |                  |                  |                  |                  |               |               | Isabel I      | Isabel I      | Isabel I         | Isabel I | Isabel I     | Isabel I     |              |              | Eduardo VI   | Eduardo VI   | Eduardo VI | Eduardo VI | Eduardo VI        | Eduardo VI        |                   |                   |                   |                   |  |  |  |  |  |  |  |  |  |  |  |  |  |  |  |  |

## Filmografía
| Año  | Película            | Director        | Actriz               |
| ---- | ------------------- | --------------- | -------------------- |
| 2008 | Las Hermanas Bolena | Justin Chadwick | Kristin Scott Thomas |